# 塔什干水利与农业机械化工程大学

塔什干水利与农业机械化工程大学是位于乌兹别克斯坦塔什干市的一所大学。

## 历史
成立于1923年，最初是在突厥斯坦州立大学水利技术系的基础上开设了工程和复垦学院，1929年学校在工程和土地复垦学院的基础上，开设了机械工程学院和水管理学院，并成立了中亚棉花种植和水利理工学院。1934年，中亚水利工程师和技术研究所与中亚水利工程师与农业机械化研究所合并，同年11月11日更名为塔什干水利工程师与农机化研究所。2004年3月30日，乌兹别克斯坦共和国内阁决定将塔什干水利和农业机械化工程师研究所更名为塔什干水利与改良研究所。2017年，该研究所正式更名为塔什干水利与农业机械化工程大学。目前，学校共有4860多名学生在7.个学院、15个硕士专业、18个教育领域学习。同时，有353名高素质教师讲授并主持实践和实验室课程，其中包括31名理科博士和157名理科候选人。

## 校园
塔什干水利与农业机械化工程大学由四栋主楼、三栋实验楼、科学中心、一个信息资源中心（中心内有70万份材料）、三个宿舍（总容量为1200名学生）、一个食堂（一次可容纳484人）和公园组成。 

## 院系设置
塔什干水利与农业机械化工程大学目前由七个学院组成，共有45个本科专业，35个硕士专业和12个博士专业。七个学院如下：
- 水资源组织和管理学院
- 水文地质学院
- 水利工程机械化学院
- 农业和水资源能源供应学院
- 农业机械系学院
- 水工建筑学院
- 土地资源管理学院[2]

## 国际合作
当前，使用国际标准的最新教育成果是学校面对的最紧迫的问题之一。在这方面，国际合作部组织并增进了大学与世界各地其他教育机构在友好、文化、教育和科学领域的合作。国际合作部的工作人员还就学生参加国际奖学金、实习、短期课程和交流计划提供建议，并对学生获取乌兹别克斯坦共和国总统“伊斯特多德”基金会、欧盟、俄罗斯、美国等国家的奖学金提供帮助。当前，学校与韩国大使馆KOICA、斯洛伐克、捷克共和国、瑞士、德国、匈牙利、美国、JICE、JICA、德国GOETHE大学、GIZ、英国领事、以色列MASHAV以及其他组织积极开展合作；同时与教科文组织、联合国开发计划署（UNDP）、国际水资源管理研究所（IWMI）、大众基金会（Volkswagen） Genstiftung）、国际旱地农业研究中心（ICARDA）、中亚区域环境中心（CAREC）等国际组织和机构合作。2019年，来自9所大学的9名高素质科学家、教师和专家，其中4名来自德国，3名来自克罗地亚，2名来自美国，参加了学校在高级培训中心组织的教师和教授再培训活动和教育过程。目前，大学已与26个国家（俄罗斯、美国、捷克共和国、德国、匈牙利、奥地利、西班牙、意大利、拉脱维亚、立陶宛、英国、法国、波兰、荷兰、瑞典、日本、乌克兰、哈萨克斯坦、阿富汗、吉尔吉斯斯坦、塔吉克斯坦）开展合作，达成协议、备忘录等80多项合作协议。